# 海布縣
50°04′40″N 12°22′33″E / 50.07778°N 12.37583°E

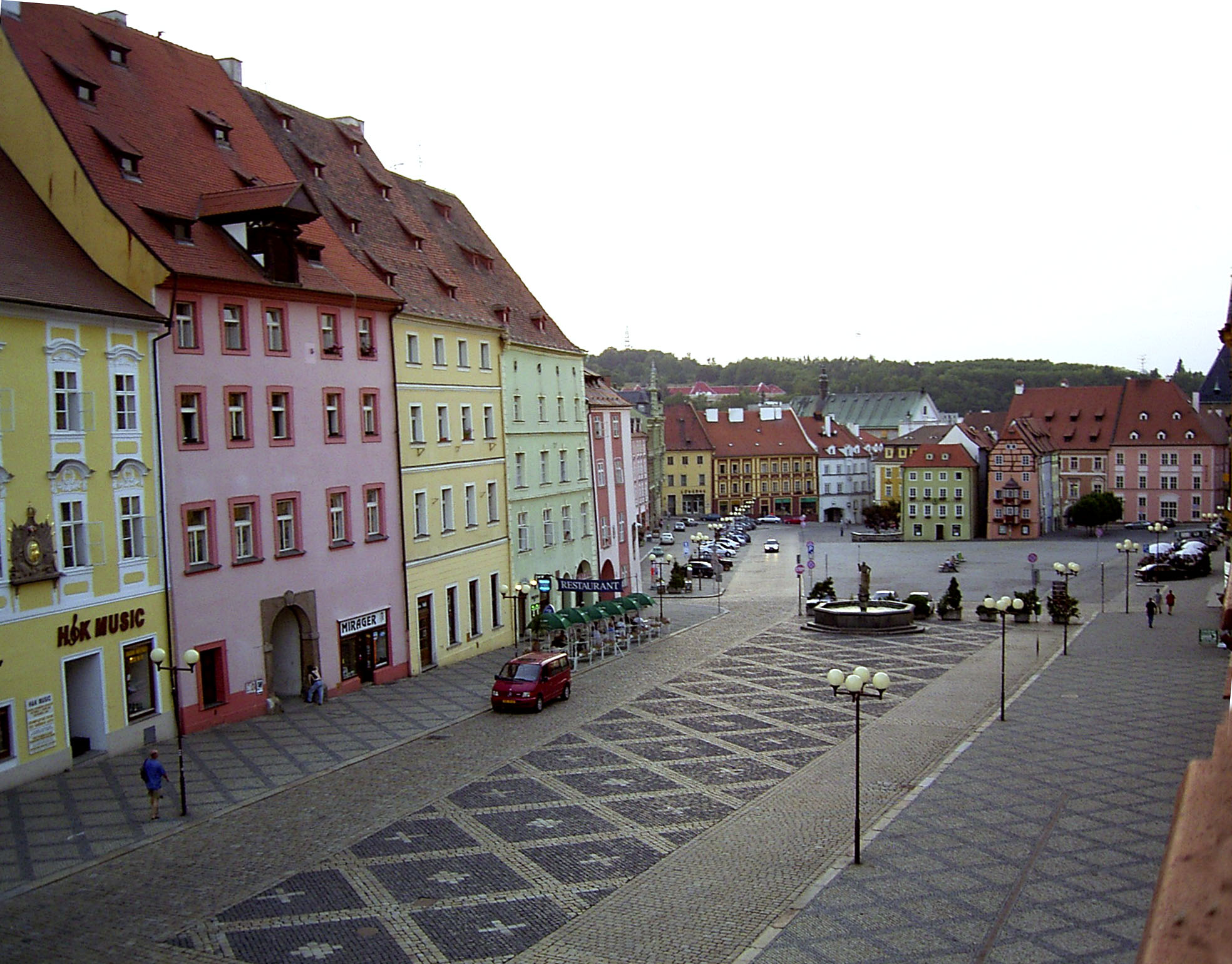

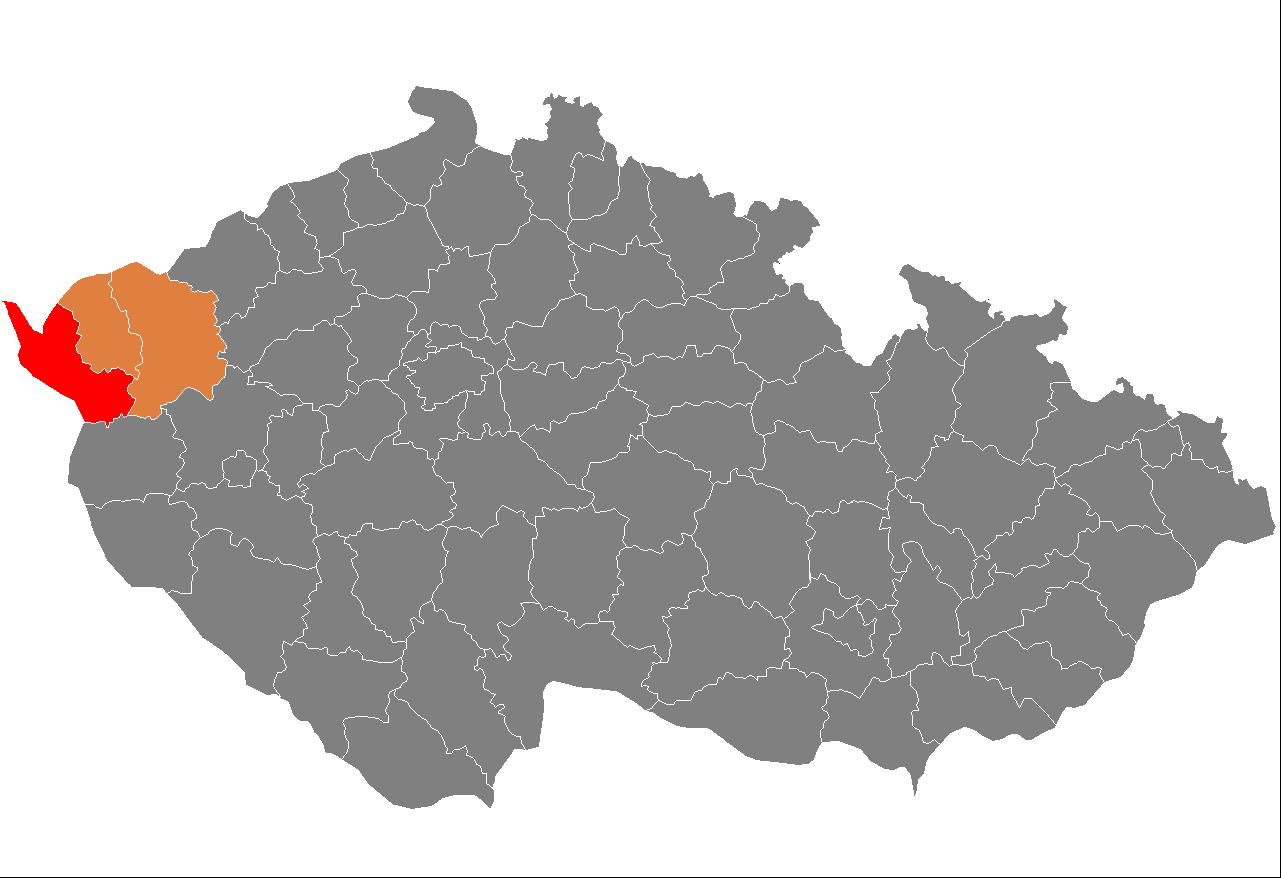

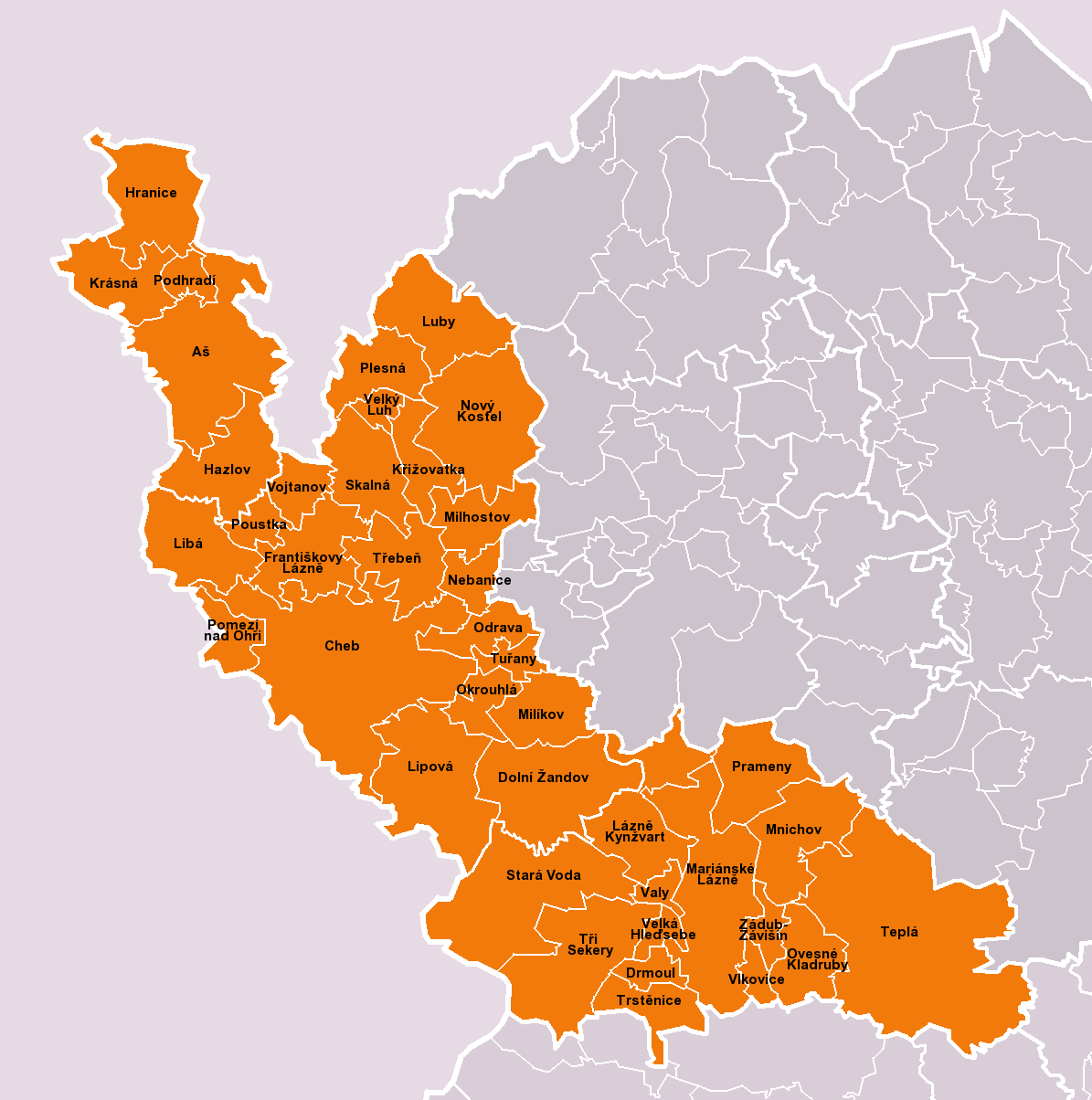

海布縣（捷克語：Okres Cheb）是捷克西部卡羅維發利州的縣份，县治設於海布，面積1,046平方公里，2007年人口93,112，人口密度每平方公里89人。